# Mooney
Die Mooney Airplane Company, Inc. ist ein US-amerikanischer Flugzeughersteller aus Kerrville, Texas.

## Geschichte

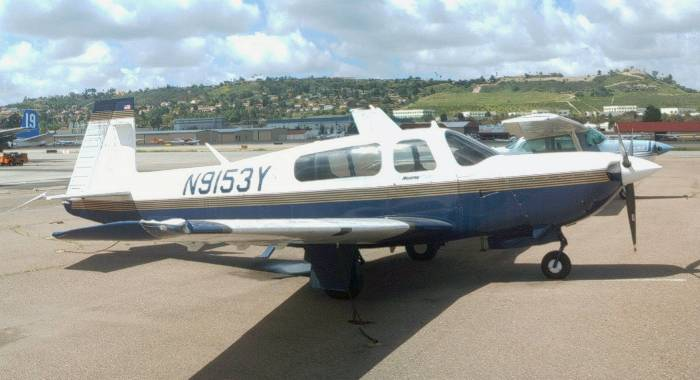
Mooney M20M

Das Unternehmen wurde 1929 als Mooney Aircraft Corporation von Albert ("Al") und Arthur Mooney gegründet. In seiner Geschichte geriet es immer wieder in finanzielle Schwierigkeiten – das erste Mal war Mooney im Jahre 1930 bankrott – und wurde immer wieder von anderen Unternehmen aufgekauft. Nach dem Zweiten Weltkrieg gründete Al Mooney 1946 die auf einmotorige, kolbenmotorgetriebene, viersitzige Flugzeuge spezialisierte Mooney Airplane Company, Inc. Er begann mit der Produktion einer kleinen, einsitzigen Maschine (Mooney M18 Mite), die zunächst mit einem 19 kW (26 bhp) starken, wassergekühlten Reihenmotor mit vier Zylindern von Crosley ausgestattet war, der sehr bald von einem 48 kW (65 PS) starken, luftgekühlten Lycoming-Boxermotor ersetzt wurde. Die wohl bekannteste Mooney-Bauserie ist die M20, die bereits im Jahre 1955 von Al Mooney entwickelt wurde und bis 2019 in Kerrville, Texas, gebaut wurde. Das Leitwerk und die Tragflächen der M20 wurden zunächst vollständig aus Holz gefertigt und mit Stoff bespannt. Erst 1961 wurde mit der M20B die erste Ganzmetallversion gebaut.
Gemeinsames Merkmal aller Mooney-Entwürfe ist das leicht nach vorn geneigte trapezförmige Seitenleitwerk. Die Höhenrudertrimmung erfolgt bei der Mooney M20 nicht – wie bei den meisten Flugzeugen – nur über die Höhenruder, sondern die Höhenflosse und somit das gesamte Höhenleitwerk wird verstellt.
Im November 2008 wurde die Produktion von Flugzeugen bis auf weiteres eingestellt. Zahlreiche Mitarbeiter wurden entlassen. Im Frühjahr 2014 startete die Produktion in Kerrville wieder mit 140 Mitarbeitern.
Im November 2019 teilte das Unternehmen mit, dass es die Produktion einstellt und sämtliche Mitarbeiter entlassen hätte.
Am 2. Dezember 2019 wurde die Firma mit einigen Mitarbeitern offiziell wieder eröffnet, nur um am 6. Januar 2020 mit der Entlassung sämtlicher Mitarbeiter erneut geschlossen zu werden, ohne diesen die vereinbarten Löhne zu zahlen.
Am 1. September 2020 wurde bekannt, dass Mooney von einer Investorengruppe bestehend aus Mooneyeignern, Piloten und dem neuen CEO Jonny Pollack übernommen wurde.

## Rekordflugzeuge
Die Firmengeschichte von Mooney wird immer wieder von Weltrekorden begleitet. So entwickelte Al Mooney das erste einmotorige, kolbenmotorgetriebene Flugzeug mit Druckkabine, die M22 Mustang. Er stellte das erste Serienflugzeug her, das eine Höchstgeschwindigkeit von über 200 mph (ca. 320 km/h) mit einem 200-PS-Motor erreichte und stellte mit einer turbogeladenen M20K-231 bei einer Atlantiküberquerung in einem einmotorigen, kolbenmotorgetriebenen Flugzeug einen Geschwindigkeitsrekord auf. Mooney Flugzeuge gelten unter Piloten seit jeher als sehr schnelle, effiziente und komfortable Reisemaschinen.
Mit der M20J 201 wurde 1977 die Geschwindigkeit von 320 km/h erreicht. Das bisher schnellste von Mooney hergestellte kolbenmotorgetriebene Flugzeug war die M20M Bravo DX mit maximal 220 kt (407 km/h) Reisegeschwindigkeit. Seit 2007 gibt es die Mooney Acclaim mit max. 237 kts (440 km/h). Neuerdings wird auch eine Acclaim S mit einer maximalen Geschwindigkeit von 242 kts angeboten. Der Motor hat hier zwei Turbolader. Die Acclaim S ist aktuell das schnellste einmotorige kolbenmotorgetriebene Serienflugzeug mit Einziehfahrwerk.

## Trivia
Die Fans und Anhänger von Mooney-Flugzeugen nennen sich Mooniacs.